# Уивер, Роберт (борец)
Роберт Брукс «Бобби» Уивер (англ. Robert Brooks "Bobby" Weaver; род. 29 декабря 1958, Рочестер, Нью-Йорк) — американский борец вольного стиля, чемпион Олимпийских игр, двукратный обладатель Кубка мира, призёр чемпионата мира.

## Биография
Начал заниматься борьбой в шесть лет в школе; окончив школу в 1977 году, провёл год обучения в Академии Блэйр в Блэйрстоуне и в 1978 году поступил в Университет Лихай в Вифлееме, Пенсильвания. 
В 1976 году, ещё обучаясь в школе, сенсационно выступил в национальных отборочных соревнованиях на олимпиаду в Монреале, победив восемь соперников. 
В 1977 году занял второе место на чемпионате мира среди юниоров и в том же году, дебютировав на розыгрыше Кубка мира среди взрослых, также занял второе место. В 1979 году остался вторым на чемпионате мира. В 1980 году завоевал Кубок мира, а в 1981 году остался вторым. В 1983 году на чемпионате мира был всего пятым. В 1984 году вновь стал обладателем Кубка мира. Кроме того, за карьеру выиграл шесть национальных чемпионатов, победил на международных турнирах в Германии, Польше и на Кубе, и занял второе место на турнире в Тбилиси.  
На Летних Олимпийских играх 1984 года в Лос-Анджелесе боролся в категории до 48 килограммов (первый наилегчайший вес). Участники турнира, числом в 7 человек в категории, были разделены на две группы. За победу в схватках присуждались баллы, от 4 баллов за чистую победу и 0 баллов за чистое поражение. Когда в каждой группе определялись три борца с наибольшими баллами (борьба проходила по системе с выбыванием после двух поражений), они разыгрывали между собой места в группе. Затем победители групп встречались в схватке за первое-второе места, занявшие второе место — за третье-четвёртое места, занявшие третье место — за пятое-шестое места. В связи с небольшим количеством участников, борьба в группе «Б» в которую входил Бобби Уивер, началась сразу с финалов в группе. Бобби Уивер легко победил всех соперников досрочно и стал олимпийским чемпионом. 
| Круг                           | Соперник        | Страна                                       | Результат | Основание      | Время схватки |
| ------------------------------ | --------------- | -------------------------------------------- | --------- | -------------- | ------------- |
| Финал в группе «Б» (встреча 1) | Рейне Хойгабель | Федеративная Республика Германии (1949—1990) | Победа    | Туше (4 балла) | 2:56          |
| Финал в группе «Б» (встреча 2) | Гао Вэнхэ       | Китай                                        | Победа    | 13-0 (4 балла) | 2:32          |
| Финал                          | Такаси Ири      | Япония                                       | Победа    | Туше (4 балла) | 2:58          |

После олимпийских игр оставил карьеру. На настоящий момент преподаёт математику в средней школе Филипсбурга и тренирует собственную команду борцов. Женат, имеет троих детей и внука.